# 후시레베시
후시레베시(헝가리어: húsleves)는 헝가리의 맑은 고기 수프이다. 쇠고기나 돼지고기, 오리고기, 닭고기 등의 고기와 뼈, 채소로 맑은 국물을 내며, 보통은 고기를 찬물에 담가 약불에서 거품을 걷어내며 육수를 내다가, 고기가 익으면 당근, 파슬리, 샐러리, 감자 등 채소를 넣는다. 보통 소금이나 후추로만 간을 한다. 일반적으로 국수나 덤플링을 넣어 낸다.

## 이름
헝가리어 "후시레베시(húsleves)"는 "고기"를 뜻하는 "후시(hús)"와 "국"을 뜻하는 "레베시(leves)"가 합쳐진 말이다.

## 같이 보기
- 로수